# NGC 3461
NGC 3461 је елиптична галаксија у сазвежђу Лав која се налази на NGC листи објеката дубоког неба.
Деклинација објекта је + 17° 42' 30" а ректасцензија 10h 54m 55,2s. Привидна величина (магнитуда) објекта NGC 3461 износи 14,5 а фотографска магнитуда 15,5.